# Кошкины
Кошкины — русский боярский и дворянский род, предки Романовых, потомки Фёдора Андреевича Кошки († ок. 1408 года) — пятого сына Андрея Ивановича Кобылы. Род внесён в Бархатную книгу.

## История Кошкиных
От четырёх сыновей Фёдора Кошки пошёл «Кошкин род», так он зовется в русских летописях. Среди новых титулованных слуг, нахлынувших к московскому двору с середины XV века, они умели удержаться в первых рядах боярства.
От внука Федора Захария Ивановича Кошкина берёт своё начало род Захарьиных-Кошкиных, позднее разделившийся на ветви Романовых и Яковлевых.
Другие роды Кошкиных позднейшего происхождения.
Коломенский дворянский род ведёт своё начало от Ильи Кошкина (ум.1634) под Смоленском. За его внуком Аврамом Казьмичем Кошкиным состояло поместье в деревне Тайчино Рязанского (позднее — Михайловского) уезда.  Секунд-майор Гаврила Иванович Кошкин (23.06.1794) внесен в VI ч. дворянской родословной книги Рязанской губернии.
Родоначальник ещё одного рода — Пётр Михайлович Кошкин — тайный советник, член Совета министра внутренних дел (с 1905 г.), совета по железнодорожным делам, Совета по горнопромышленным делам. Этот род внесён в III ч. ДРК Саратовской губ.

## Описание герба
В червлёном щите идущая на задних лапах серебряная сибирская кошка с распущенным пушистым хвостом.
На щите дворянский коронованный шлем. Нашлемник: встающий рыцарь в серебряных доспехах (всадник из литовского герба). Намёт на щите червлёный, подложенный серебром. Герб рода Кошкиных был записан в Часть XVIII Общего гербовника дворянских родов Всероссийской империи, страница 104.

## Известные представители
- Кошкин Иев - опричник Ивана Грозного (1573)[5].
- Кошкин Фёдор Ефимович - осадный голова, воевода в Гремячем (1615-1617).
- Кошкин Богдан - дьяк, воевода в Астрахани (1620).
- Кошкин Лазарь Кузмин - московский дворянин (1692)[6][7].